# Rue Saint-Jacques
Rue Saint-Jacques är en gata i Quartier de la Sorbonne och Quartier du Val-de-Grâce i Paris 5:e arrondissement. Gatan är uppkallad efter Chapelle Saint-Jacques i Hôpital Saint-Jacques. Rue Saint-Jacques börjar vid Rue Galande 79 och Rue Saint-Séverin och slutar vid Boulevard de Port-Royal. Gatan namngavs år 1806.

## Bilder
| - Gatuskylt. - Porte Saint-Jacques på Truschets och Hoyaus karta över Paris från år 1552. - Saint-Jacques-du-Haut-Pas. |

## Omgivningar
- Saint-Jacques-du-Haut-Pas
- Val-de-Grâce
- Saint-Séverin
- Institut national de jeunes sourds de Paris
- Rue Amyot
- École normale supérieure vid Rue d'Ulm

## Kommunikationer
- Tunnelbana – linje  – Cluny – La Sorbonne
- Busshållplats Saint-Jacques – Gay-Lussac – Paris bussnät, linjerna 21 24 27

### Webbkällor
- ”Rue Saint-Jacques”. Mairie de Paris. https://web.archive.org/web/20190702114534/http://www.v2asp.paris.fr/commun/v2asp/v2/nomenclature_voies/Voieactu/8871.nom.htm. Läst 20 mars 2022.
- ”La rue Saint-Jacques”. Les rues de Paris. https://web.archive.org/web/20171128164040/http://www.parisrues.com/rues05/paris-05-rue-saint-jacques.html. Läst 20 mars 2022.